# Arlette Tabart
Pour l’article homonyme, voir Tabart.
 (juin 2012).
 (février 2011).
Si vous disposez d'ouvrages ou d'articles de référence ou si vous connaissez des sites web de qualité traitant du thème abordé ici, merci de compléter l'article en donnant les références utiles à sa vérifiabilité et en les liant à la section « Notes et références ».
Arlette Tabart, surnommée Babar, également connue sous son nom de plume Claude Carmone, est une réalisatrice, parolière, productrice, et animatrice française née le 10 février 1938 aux Lilas.

## Biographie
Elle fait ses débuts  en travaillant avec Pierre Delanoë et Lucien Morisse et devient secrétaire, réalisatrice, programmatrice, animatrice et enfin responsable de la programmation, crée des émissions phares [Où ?], telles que Dans le vent avec Michel Cogoni puis Hubert, Campus avec Michel Lancelot, les émissions animées par Jacques Brel et Les entretiens Brel-Brassens, le Hit Parade et le premier Hit des clubs, Ils font chanter le monde consacrée aux auteurs et compositeurs français.
Pendant une dizaine d'années, elle est critique musicale et responsable de billets d'humeur dans différentes revues professionnelles, plus particulièrement pour Show Magazine.
Sous le nom de plume Claude Carmone et souvent en collaboration avec Vline Buggy et Pascal Sevran, elle a écrit ou adapté les paroles de nombre de chansons, notamment Ti amo pour Dalida, Pour le plaisir et Ça ne pleure pas un homme pour Herbert Léonard, À quoi sert de vivre libre pour Nicoletta, Pot pour rire et Monsieur le Président pour Green & Lejeune, Tu sais je t'aime pour Shake, La Communale de mes dix ans pour Pascal Danel. Elle a aussi écrit pour Lucky Blondo, Patricia Carli, Charles Dumont, Patrick Juvet, Nicole Rieu et bien d'autres.
Arlette Tabart a été directrice d'Europe 1 de 1958 à 1974 et est actuellement secrétaire générale de la Sacem.
Elle fut aussi la conseillère artistique près Radio Mont Blanc en Vallée d'Aoste.